# Josie's Declaration of Independence
Josie's Declaration of Independence è un cortometraggio muto del 1914 diretto da Lee Beggs.

## Produzione
Il film fu prodotto dalla Vitagraph Company of America.

## Distribuzione
Distribuito dalla General Film Company, il film - un cortometraggio in una bobina - uscì nelle sale cinematografiche statunitensi il 26 agosto 1914.